# 안악 삼호분
안악 삼호분(安岳三號墳)은 황해도 안악군 용순면 유순리에 소재한 분묘이다. 1949년 제 1, 2호에 이어 발굴되었다. 고분의 기저(基底)는 남북이 33m, 동서가 약 30m, 높이 약 6m이다. 석실의 내부구조는 연실(羨室)·전실(前室)·후실(後室)·서측실(西側室)·동측실(東側室) 및 동랑·북랑으로 되어 있다. 석실은 각각 그 크기와 장식이 다른데, 각실의 벽화는 연실에 주인공의 호위병, 전실에는 무장·의장대·악대·장사, 후실에는 실내가무·곡예도, 화랑에는 행렬도, 천장과 돌기둥에는 태양·달·구름 등의 문양이 그려져 있다. 발견된 자료에 의해서 고찰하면 약 1,600여년 전 고구려 15대 미천왕(美川王)능이라고 추정된다.